# Николо III д’Есте
Николò III д’Есте (на италиански: Niccolò III d’Este; * 9 ноември 1383, Ферара, Папска държава; † 26 декември 1441, Милано, Миланско херцогство) от Дом Есте, е маркграф на Ферара, Модена и Реджо.
Той успява да разшири зоната на влияние на Ферара и да посредничи политически между силите на времето, воюващи в Италия. Има много любовници и името му е свързано с трагичната история на съпругата му Паризина и извънбрачния му син Уго.

## Произход
Той е единственото дете на маркграф Алберто V д’Есте (* 1347, † 1393), господар на Ферара и Модена, и на втората му съпруга Изота Албарезани (* 1355, † 1493). По бащина линия е внук на Обицо III д’Есте , маркиз на Ферара, господар на Модена и на Парма, и на Липа Ариости, а по майчина – на Алберто Албарезани.

## Биография

### Начални години
Когато баща му умира през 1393 г., той е само на десет години. Затова е назначен Регентски съвет, който управлява владенията на Есте до неговото пълнолетие. Съветът, под закрилата на Венеция, трябва да разреши проблема с претенциите на Ацо Х д’Есте, потомък на Обицо II д’Есте, който оспорва правото на Николо III да се възкачи на трона, защото той е извънбрачен син. Тези претенции са предявени, въпреки че Николо III е узаконен с папска була и следователно е подходящ за наследяване, предвид факта че Ферара тогава е папски викариат.
Претендентът за наследството през 1395 г. се укрива в замъка на своя съюзник Джовани да Барбиано и оттам иска да тръгне с оръжие към Ферара. Регентският съвет решава да предотврати тази заплаха, като предлага на Джовани размяната между главата на Ацо IX и териториите на Луго и Конселиче. Размяната се състои, но главата, доставена на жителите на Ферара, не е на Ацо, а на негов слуга, пожертван вместо него благодарение на приликата между двамата. Слугата, облечен в дрехите на господаря си, е пребит до смърт, за да се затрудни разпознаването му. Ферарезците обаче с помощта на Венеция успяват да победят Ацо IX в битката при Портомаджоре на 16 април: Ацо прекратява претенциите си и се оттегля в имотите си в Есте, където умира от естествена смърт 20 години по-късно.

### Политическа дейност
Николо успява с някои военни действия и благодарение на политиката на посредничество между воюващите тогава сили в Италия – Свещената римска империя, Папската държава, Венецианската република, Миланското херцогство и Флорентинската република да разшири териториите, подвластни на Ферара, и да се отърве от огромния договорен дълг с Венеция.
Негово действие, което завършва жестоко, е това срещу Отобуоно де Терци, който държи Парма и е известен със своята жестокост. Николо го убива в засада в Рубиера, град на Виа Емилия между Модена и Реджо, където Терци е отишъл да го посрещне. Трупът, откаран в Модена и даден на хората като храна, е буквално накълцан на парчета, които са изложени пред градските порти; говори се, че сърцето му е изядено, а главата е дадена на върлия му враг Пиер Мария I де Роси, който я набучва на пика на входа на замъка Фелино. Николо III не завладява Парма, която вместо това предава на миланския херцог Филипо Мария Висконти, получавайки в замяна Реджо, владение в миналото вече на семейство Есте, отстъпено му от Антонио да Вализнера, бивш капитан на Терци.

### Слава като любовник и трагедията на Уго и Паризина
Повече от военните и политическите си начинания Николо е запомнен с интензивната си любовна дейност. Матео Бандело го определя като „петела на Ферара“ и пише: „Във Ферара и в провинцията няма графство, където той да няма извънбрачно дете“. Сред народа е разпространена поговорката „От двете страни на По всички са деца на Николо“.
Говори се, че има над 800 любовници, най-известната от които е Стела Толомеи, известна още като Стела дел Асасино, от която има трима сина: Уго, Леонело и Борсо. Леонело е легитимиран от папа Евгений IV и следователно е подходящ за наследник. Баща му го жени за Маргерита Гонзага и благодарение на този брак Николо получава от Гонзага значително намаление на огромния дълг, договорен от семейство Есте за изграждането на монументалния замък на Ферара.
В допълнение към безбройните си любовници Николо има и три съпруги: Джильола да Карара, Паризина Малатеста и Ричарда да Салуцо. Той се жени за Джильола едва 13-годишен, но въпреки възрастта си вече се радва на интензивна любовна дейност и на 15 години се заразява с венерическа болест, от която е на път да умре. Тя умира от чума през 1416 г.
Овдовелият Николо се жени за Лаура Малатеста, известна като Паризина. Едно от най-кървавите събития в историята на семейство Есте е свързано с този брак и то вдъхновява голяма литературна дейност. Паризина е млада и според хрониките от онова време – много красива. Тя е на възрастта на най-голямото от извънбрачни деца на Николо – Уго. Когато тя пристига във Ферара, среща Уго, като двамата вече са се запознали по време на преговорите за брак. Възползвайки се от многобройните отсъствия на Николо от Ферара, те започват любовна афера. Николо е информиран за това и нарежда да се направи дупка в тавана на стаята, където се срещат двамата влюбени, благодарение на която чрез система от огледала може да се види случващото се там. Така той има сигурни доказателства за предателството на двамата влюбени, които са хвърлени в затвора и след това обезглавени. С напълно лицемерен ход той нарежда еднакви наказания за всички прелюбодейки във Ферара: това е любопитна присъда, като се има предвид добре известната му сексуална активност, която със сигурност не прави разлика между самотни и омъжени жени. Легендата разказва, че съществуващо огледало в замъка е това, през което маркизът е видял изневярата.
Останал отново вдовец, две години по-късно Николо се жени за Ричарда да Салуцо, от която има синовете Ерколе, който по-късно става херцог на Ферара, и Сиджизмондо.

### Повторно отваряне на Ферарския университет
След основаването си благодарение на папската була на Бонифаций IX, получена от бащата на Николо III и негов предшественик Алберто V д’Есте през 1391 г., Ферарския университет е затворен по икономически причини три години по-късно. През 1402 г. Николо III го отваря отново, връщайки му престижа и призовавайки там важни личности като Пиетро д'Анкарано (който идва от Болонския университет), Антонио да Будрио и Джовани да Имола.

### Смърт и унаследяване
Николо е загрижен за унаследяването на управлението на Ферара. Той пише завещание в Милано в деня на смъртта си на 26 декември 1441 г., което установява реда на наследяване: първо синът му Леонело, след това законните деца на Леонело и, в отсъствие на такива – синовете му Ерколе и Сиджизмондо. В завещанието си той не посочва извънбрачния си син Борсо, който обаче наследява Леонело.
58-годишният владетел първоначално е погребан в църквата „Санта Мария дели Анджели“ във Ферара, която той самия иска да построят през 1440 г. Вследствие на унищожаването ѝ поради Наполеоновите едикти от края на XVIII век останките му са преместени през 1955 г. в манастира „Корпус Домини“ във Ферара.

## Брак и потомство
Жени се три пъти:
∞ 1. юни 1397 за Джильола да Карара (* 1379, † 1416 от чума), дъщеря на Франческо II да Карара, господар на Падуа и съпругата му Тадеа д’Есте, от която няма деца.
∞ 2. 1418 за Паризина Малатеста (* 1404, Чезена, † 21 май 1425, Ферара), дъщеря на Андреа Малатеста, господар на Чезена. Обезглавена поради връзката с доведения ѝ син Уго. Имат един син и две дъщери-близначки:
- Джиневра д’Есте (* 24 март 1419, † 1440), ∞ за Сиджизмондо Пандолфо Малатеста (* 19 юни 1417, † 7 октомври 1468), господар на Римини, от когото има един син
- Лучия д’Есте (* 24 март 1419, † 28 юни 1437), ∞ 1437 за Карло Гондзага († 1478), господар на Лудзара, Сабионета и Гондзага, от когото няма деца.
- Алберто Карло д’Есте (*/ † 1421).

∞ 3. ок. 1429/31 за Ричарда да Салуцо (* 1410; † 16 август 1474, Ферара), дъщеря на Томазо III дел Васто, маркграф на Салуцо, от която има двама сина:
- Ерколе I д’Есте (* 24 октомври 1431, Ферара; † 25 януари 1505, Ферара) 2-ри херцог на Ферара, Модена и Реджо (1471 – 1505), наследява полубрат си Борсо; ∞ 3 юли 1473 Елеонора Арагонска (* 22/23 юни 1450, Неапол; † 11 октомври 1493, Ферара), дъщеря на крал Фердинанд I, от която имат четирима сина и две дъщери. Има и три извънбрачни деца.
- Сиджизмондо I д’Есте (* 31 август 1433; † 1 април 1507, Ферара), господар на Сан Мартино от 11 май 1501 г., Кампогалиано, Кастеларано, Сан Касиано и Роделя, губернатор на Реджо, губернатор и наместник на Херцогство Ферара; ∞ за Пицокара, от която има три дъщери. Има и един извънбрачен син.

Има и множество извънбрачни деца:
От Стела де Толомеи (* ок. 1386; † 11 юли 1419, Ферара), дъщеря на Джовани Толомеи, има трима сина и една дъщеря:
- Уго д’Есте, познат и като Уго Алдобрандино (* 1405, Ферара; † 21 май 1425, Ферара), обезглавен поради връзката му с мащехата му Паризина Малатеста.
- Леонело д’Есте (* 21 септември 1407, Ферара; † 1 октомври 1450, палат Делиция ди Белригуардо, Вогера).[9][10] Узаконен от папата 1429; 1441 наследява баща си като маркиз на Ферара, господар на Модена, Реджо, Полезине и Гарфаняна; ∞ 1. януари 1435 за Маргерита Гондзага († 7 юли 1439), дъщеря на Джанфранческо Гондзага, маркграф на Мантуа, и на съпругата му Паола Малатеста. 2. 20 май 1444 за Мария Арагонска († 9 декември 1449), извънбрачна дъщеря на Алфонсо V, крал на Арагон, от която има един син. Има и един извънбрачен син.
- Борсо д’Есте (* 24 август 1413; † 19 август 1471, Ферара).[9][10] Узаконен, наследява брат си Леонело през 1450 г. като господар на Ферара, Модена и Реджо. Номиниран от императора 1452 за херцог на Модена и Реджо. Издигнат от папата 14 април 1471 г. в херцог на Ферара. Бездетен и неженен.
- Орсина д’Есте; ∞ 1. за Алдобрандино Рангони от Модена, юрист, син на кондотиера Якопо Рангони 2. за Николо II Малатеста, нар. Коко († 1464, Флоренция), от когото има един син 3. за Андреа Гуаленго, общински съветник

От Катерина Албарезани, дъщеря на лекар от Ферара, или от Катерина де Медичи има един син:
- Мелиадузе д’Есте (* 1406, Ферара; † 25 януари 1452), абат на Помпоза и Ферара, отказва се (1425). Има трима извънбрачни сина и три извънбрачни дъщери от неизвестни жени.

От Анна де Роберти има двама или трима сина и вероятно една дъщеря:
- Алберто д’Есте (* 1425)
- Алберто д’Есте (ок. † 1445)
- Риналдо д’Есте (* ок. 1435, † 8 април 1503), господар на Остелато, абат на Санта Мария дела Помпоза, ∞ 11 юни 1472 за Лукреция Палеологина (* 1468, Казале; † 1508, Ферара), извънбрачна дъщеря на Джулиемо VIII, маграф на Монферат, от която има един син. Вероятно е от неизвестна жена.[9]
- Бианка Мария д’Есте[9] (* 18 декември 1440; † 12 януари 1506, Мирандола);[11] ∞ 1468 за Галеото I Пико (* 3 август 1442, † 7 април 1499), суверенен граф на Конкордия и господар на Мирандола, от когото има четирима сина и две дъщери. Вероятна нейна майка е Катерина де Тадео.[12]

От омъжената Филипа /Камила дела Тавола има един или двама сина и вероятно една дъщеря:
- Алберто д’Есте (* ок. 1415, † 8 април 1502),[10] господар на Полезине ди Ровиго (1471/74), има трима извънбрачни сина и една извънбрачна дъщеря от Бианка Мецарили, съпруга на Франческо Петрати.
- Гуроне Мария д’Есте († 4 март 1484), каноник на Ферара, абат-комендатор на Нонантола, Санта Мария ди Джавело и Кампаньола. Има един извънбрачен син от неизвестна жена.
- Изота д’Есте (* 1425, † 1456), ∞ 1. 1443 за Одантонио да Монтефелтро (* 1426, † 22 юли 1444), херцог на Урбино, от когото няма деца 2. 1446 за Стефано Франджипане († 1481), граф на Веля и Сени. Вероятна нейна майка е Катарина де Тадео;[9]

От Катерина да Тадео има вероятно четири дъщери:
- Горепосочената Изота[9]
- Горепосочената Бианка Мария[12]
- Камила д’Есте, ∞ 1448 за Родолфо IV да Варано († 1464), господар на Камерино, от когото има пет сина и две дъщери[13]. Възможно е да е от неизвестна жена[11]
- Беатриче д’Есте (* 1427, † пр. 24 ноември 1497); ∞ 1. 1448 за Николо I да Кореджо († ок. 1453/54), граф на Кореджо. 2. 28 октомври 1454 за Тристано Сфорца (* 1424, † 1477), господар на Саличето, Ночето и Лузураско[14], извънбрачен син на Франческо I Сфорца – херцог на Милано. Няма деца. Възможно е да е от неизвестна жена.[10][11]

От неизвестни жени има:
- Фолко д’Есте (* 1405)[11]
- Изота д’Есте (* 1403)[11]
- Маргерита д'Есте (* 1411, Ферара, Папска държава; † май 1476, Ферара, Папска държава), чрез брак господарка на Римини; ∞ 1427 за Галеото Роберто Малатеста (* 1411; † 10 октомври 1432, Сантарканджело ди Романя), господар на Римини (1427 – 1432), от когото има една дъщеря
- Маргерита д’Есте, ∞ за Франческино да Верона, лекар от Ферара[11]
- Маргерита д’Есте, ∞ за Галасо II Пио ди Савоя, господар на Капри,[11] син на Марко I Пио ди Савоя и Тадеа де' Роберти, от когото има осем сина и пет дъщери[15]
- Верде д’Есте, монахиня в манастир „Сант Антонио“ във Ферара[11]
- Балдасаре д'Есте, нар. още Балдасаре Естензе и Балдасаре да Реджо (* 20 юни 1432, Реджо Емилия; † 1510, Ферара), художник

- Портрети на децата на Николо III
- Уго
- Джинева или Лучия (вероятен портрет) – худ. Пизанело
- Леонело – худ. Пизанело
- Борсо – худ. Балдасаре д’Есте
- Ерколе I